# Національний парк Казіранґа
Національний парк Казіранґа (англ. Kaziranga National Park, асс. কাজিৰঙা ৰাষ্ট্ৰীয় উদ্যান, Kazirônga Rastriyô Uddan) — національний парк в індійському штаті Ассам, об'єкт Світової спадщини ЮНЕСКО.
Парк був заснований у 1905 році, і у 2005 році відзначив 100-річний ювілей. В основі парку важливу роль відіграла баронеса Мері Керзон, дружина віце-короля Індії лорда Джорджа Керзона.
Площа території, що займає парк, становить 688 км². Значна її частина належить до басейну річки Брахмапутри. У парку знаходяться тропічні ліси, річки, луки, де пасуться слони. Світову популярність парку принесло його велике біорізноманіття, зокрема те, що тут мешкає найбільша (2/3 світовій чисельності) у світі популяція однорогого носорога. Згідно з переписом, проведеним у березні 2018 року, який був проведений спільно Департаментом лісового господарства уряду Ассама та деякими визнаними неурядовими організаціями, які займаються питаннями дикої природи, чисельність носорогів у національному парку Казіранґа складає 2413 особин. Він складається з 1641 дорослого носорога, 387 носорогів середнього віку та 385 дитинчат [2]. У 2015 році населення носорогів складало 2401 особину.
Також в парку можна побачити бенгальських тигрів, індійських слонів, ведмедів-губачів, водяних буйволів, болотних оленів, гаурів, бінтуронгів та інших диких тварин. Загалом у парку налічується понад 30 видів ссавців, 15 з яких перебувають у світі під загрозою вимирання. У Казирангу налічується понад 40 видів черепах, ящірок та змій. У парку є заповідники птахів та тигрів. У парку мешкає близько тисячі буйволів, що зникають.